# Felipe Nasr
Luiz Felipe de Oliveira Nasr (Brasilia, 21 de agosto de 1992), más conocido como Felipe Nasr, es un piloto de automovilismo brasileño. Fue campeón de la Fórmula 3 Británica en 2011 y cuarto en la GP2 Series de 2013. En 2014 fue piloto probador de la escudería Williams en Fórmula 1. En 2015 y 2016 fue piloto titular del equipo Sauber, resultando quinto en su primera carrera en el Gran Premio de Australia de 2015. Fue campeón de la IMSA SportsCar Championship en 2018, 2021 y 2024.
Ha sido ganador de las 24 Horas de Daytona de 2024 y 2025, segundo en 2018 y 2019, y tercero en 2012.

## Carrera deportiva
Nasr comenzó su carrera en el karting en Brasil cuando tenía siete años de edad. Entre 2000 y 2007 ganó varios títulos en nacionales. Nasr hizo su debut en monoplazas en la ronda final de la temporada 2008 de Fórmula BMW Américas en Interlagos, obteniendo un podio en la segunda manga.
Nasr se pasó a la Fórmula BMW Europa en 2009 para EuroInternational. Ganó cinco carreras, y logró nueve segundos puestos y dos octavos para coronarse campeón. También Nasr ganó las dos mangas de Singapur en la Fórmula BMW Pacífico compitiendo para dicho equipo.
Para 2010, Nasr compitió en la Fórmula 3 Británica con Räikkönen Robertson Racing. Nasr terminó la temporada de la Fórmula 3 Británica 2010 en la 5.ª posición con una victoria y cuatro podios, y concluyó en el puesto 11 en el Gran Premio de Macao de la Fórmula 3. Nasr firmó con Carlin Motorsport para la temporada 2011, y logró llevarse el título de campeón con 7 victorias, 4 poles y 17 podios. También disputó el Gran Premio de Macao de la F3, donde terminó en la segunda posición.

Nasr debutó en la GP2 Series en 2012 con DAMS, donde terminó décimo en el campeonato con 4 podios. También en ese año Nasr llegó tercero en las 24 Horas de Daytona con un Riley-Ford DP del equipo de Michael Shank, y quinto en la carrera de la F3 en Macao. En 2013 siguió en la GP2 con equipo nuevo, Carlin. Mejoró sus resultado con respecto a la temporada anterior, consiguió 6 podios para terminar cuarto en el campeonato.

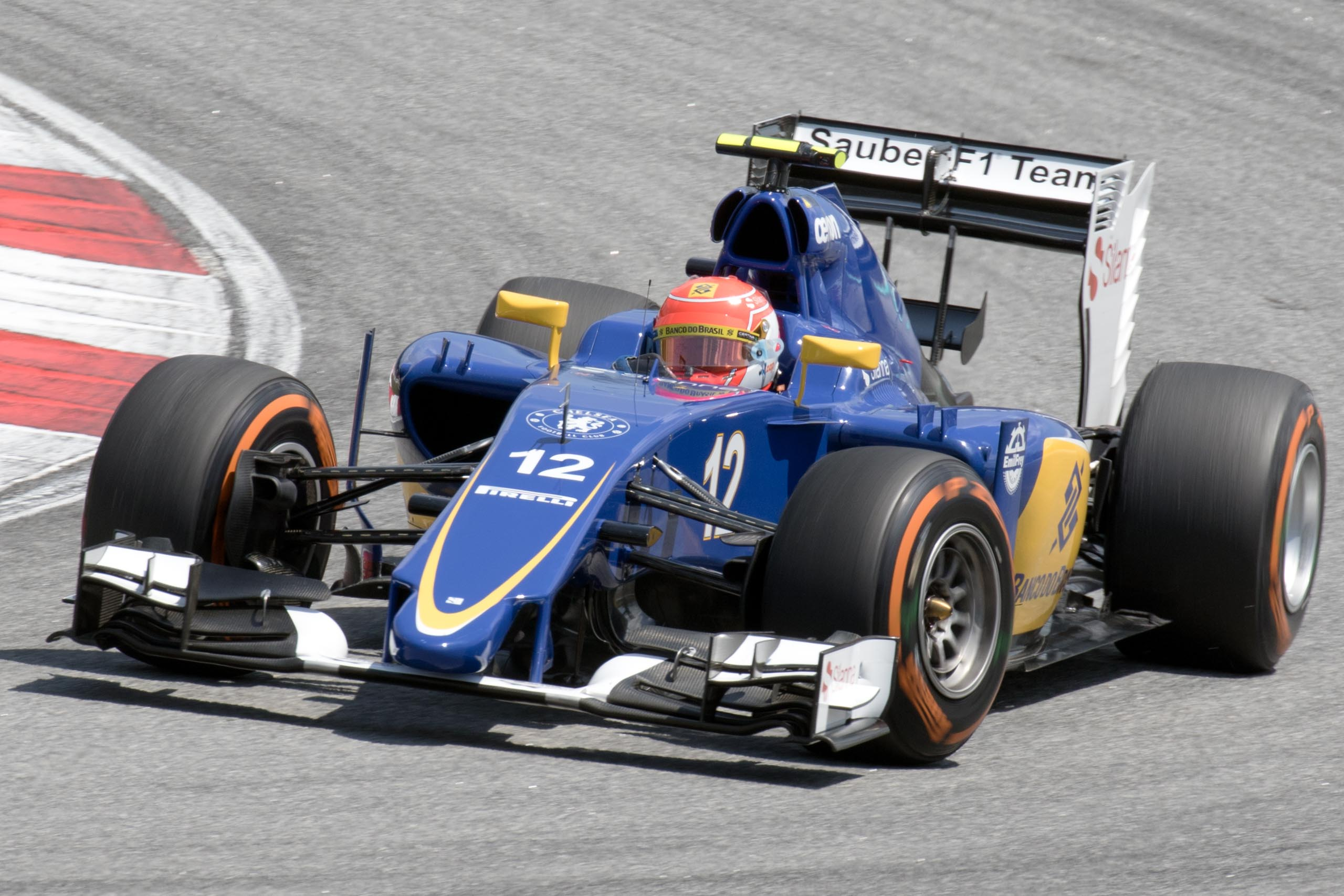
Felipe Nasr en el Gran Premio de Malasia de 2015.

Ingresó en inicios de 2014 al equipo Williams como piloto de pruebas en esa temporada de Fórmula 1. Ello le dio la oportunidad de pilotar el monoplaza en algunas sesiones de entrenamientos libres.
Fue contratado por Sauber a finales de ese año, para ser piloto titular en la temporada 2015 de F1, junto con Marcus Ericsson. En su debut, Nasr finalizó en quinto lugar, siendo el mejor debut de un piloto brasileño en la categoría. Puntuó en cinco carreras más, incluyendo un sexto lugar en Rusia, finalizando 13.º en el Campeonato de Pilotos, mientras que Sauber fue octavo en el de constructores.
La temporada 2016 fue más complicada para Sauber y Nasr, de modo que el piloto brasileño solo puntúo en una carrera, una novena posición en Brasil. Estos dos puntos salvaron al equipo de ser últimos en el campeonato. El piloto finalizó 17.º en la tabla general. Nasr fue reemplazado por Pascal Wehrlein para 2017 y no pudo seguir en la categoría ya que no consiguió ningún equipo.
Después de no tener actividad en 2017, Nasr pasó a las carreras de resistencia en 2018. Se convirtió en piloto de Whelen Engineering Racing en el IMSA SportsCar Championship, donde que condujo un Cadillac DPi junto con su compañero de butaca Eric Curran. La dupla logró una victoria y cinco podios, resultando campeona de la clase Prototipos.
En 2019 debutó en Fórmula E con Geox Dragon en el lugar de Maximilian Günther. En su primera carrera terminó último y en las dos siguientes abandonó, antes de devolver su asiento a Günther. En IMSA, ese año Nasr y su nuevo compañero, el compatriota Pipo Derani, obtuvieron el subcampeonato detrás de un Acura. En ese año y el siguiente, el brasileño integró el plantel ganador de las 12 Horas de Sebring.

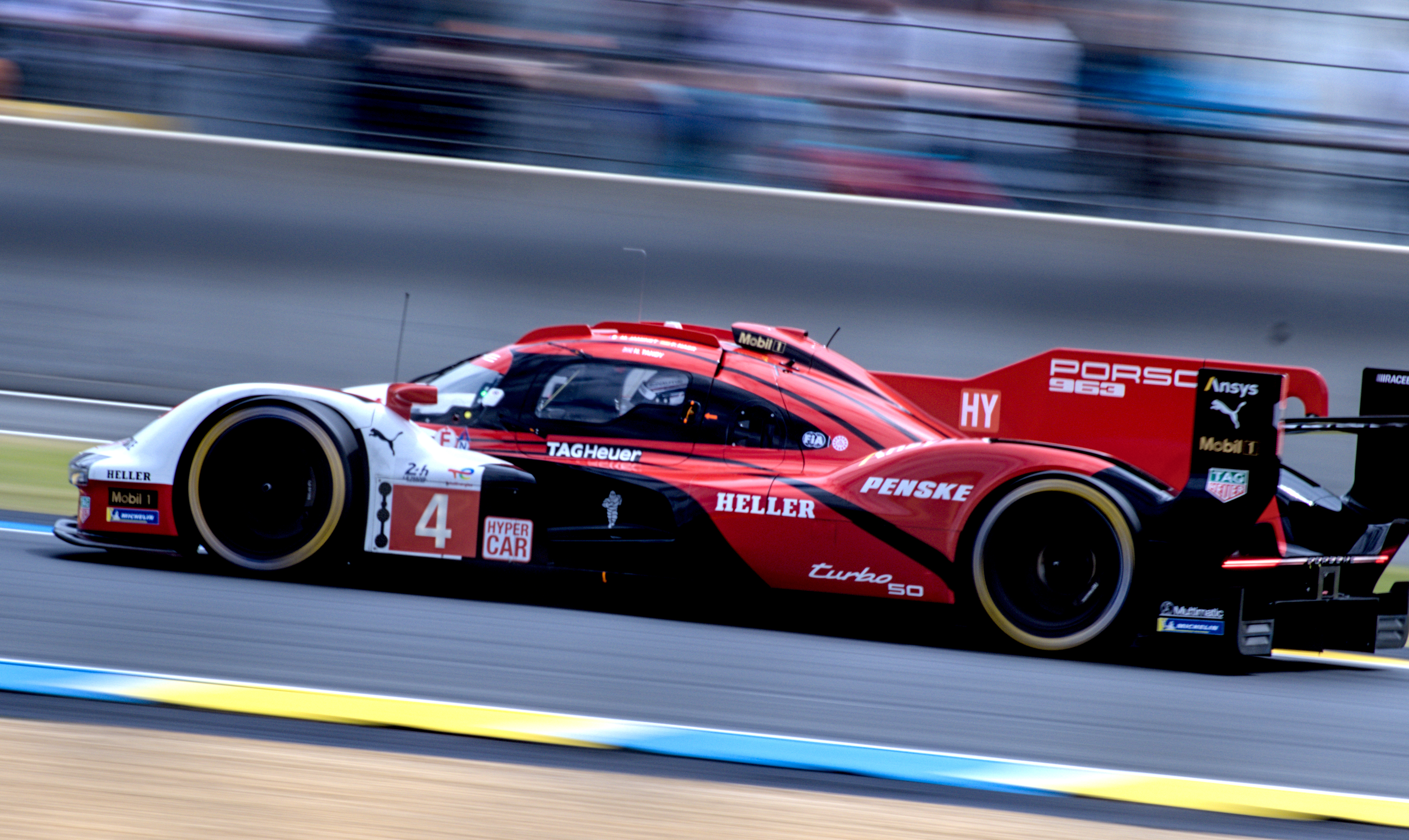
Porsche n.º 4 de Mathieu Jaminet, Nick Tandy y Nasr en Le Mans 2024.

En 2021, su último año con Cadillac, Nasr y Derani ganaron el título, con tres victorias. Para el año siguiente, fue llamado por Porsche Penske Motorsport, el cual se encontraba desarrollando el Porsche 963 de cara al nuevo reglamento de LMDh de 2023. Temporalmente, compitió en LMP2 en el Campeonato Mundial de Resistencia y en GTD Pro en IMSA, donde ganó en las 24 Horas de Daytona.
Desde 2023, Nasr compite junto a Porsche en IMSA y en las 24 Horas de Le Mans. En 2024, ganó el campeonato junto a Dane Cameron. Además, Nasr obtuvo su primera victoria en la general de las 24 Horas de Daytona, logro que repetiría al año siguiente.

## Resumen de carrera
| Temporada | Categoría                                          | Equipo                     | Carreras          | Victorias         | Poles             | VR                | Podios            | Puntos            | Pos.              |
| --------- | -------------------------------------------------- | -------------------------- | ----------------- | ----------------- | ----------------- | ----------------- | ----------------- | ----------------- | ----------------- |
| 2008      | Fórmula BMW Americas                               | Amir Nasr Racing           | 2                 | 0                 | 0                 | 0                 | 1                 | 25                | 10.º              |
| 2009      | Fórmula BMW Europa                                 | EuroInternational          | 16                | 5                 | 6                 | 6                 | 14                | 392               | 1.º               |
| 2009      | Fórmula BMW Pacífico                               | EuroInternational          | 3                 | 2                 | 2                 | 2                 | 2                 | 0†                | NC†               |
| 2010      | Fórmula 3 Británica                                | Räikkönen Robertson Racing | 30                | 1                 | 1                 | 3                 | 4                 | 136               | 5.º               |
| 2010      | Gran Premio de Macao                               | Räikkönen Robertson Racing | 1                 | 0                 | 0                 | 0                 | 0                 | N/A               | 11.º              |
| 2011      | Fórmula 3 Británica                                | Carlin Motorsport          | 30                | 7                 | 4                 | 8                 | 17                | 318               | 1.º               |
| 2011      | Gran Premio de Macao                               | Carlin Motorsport          | 1                 | 0                 | 0                 | 0                 | 1                 | N/A               | 2.º               |
| 2012      | Rolex Sports Car Series                            | Mike Shank                 | 1                 | 0                 | 0                 | 0                 | 1                 | 30                | 28.º              |
| 2012      | GP2 Series                                         | DAMS                       | 24                | 0                 | 0                 | 0                 | 4                 | 95                | 10.º              |
| 2012      | Fórmula 3 Euro Series                              | Carlin                     | 2                 | 0                 | 0                 | 0                 | 0                 | N/A               | NC                |
| 2012      | Gran Premio de Macao                               | Carlin                     | 1                 | 0                 | 0                 | 0                 | 0                 | N/A               | 5.º               |
| 2013      | GP2 Series                                         | Carlin                     | 22                | 0                 | 0                 | 0                 | 6                 | 154               | 4.º               |
| 2014      | Fórmula 1                                          | Williams Martini Racing    | Piloto de pruebas | Piloto de pruebas | Piloto de pruebas | Piloto de pruebas | Piloto de pruebas | Piloto de pruebas | Piloto de pruebas |
| 2014      | GP2 Series                                         | Carlin                     | 22                | 4                 | 1                 | 2                 | 10                | 224               | 3.º               |
| 2015      | Fórmula 1                                          | Sauber F1 Team             | 19                | 0                 | 0                 | 0                 | 0                 | 27                | 13.º              |
| 2016      | Fórmula 1                                          | Sauber F1 Team             | 21                | 0                 | 0                 | 0                 | 0                 | 2                 | 17.º              |
| 2018      | IMSA SportsCar Championship                        | Whelen Engineering Racing  | 10                | 1                 | 0                 | 3                 | 5                 | 277               | 1.º               |
| 2018      | European Le Mans Series                            | Cetilar Villorba Corse     | 5                 | 0                 | 0                 | 0                 | 0                 | 4                 | 26.º              |
| 2018      | 24 Horas de Le Mans - LMP2                         | Cetilar Villorba Corse     |                   |                   |                   |                   |                   |                   | 11.º              |
| 2018      | Stock Car Brasil                                   | Full Time Sports           | 1                 | 0                 | 0                 | 0                 | 0                 | 0                 | NC†               |
| 2018-19   | Fórmula E                                          | Geox Dragon Racing         | 3                 | 0                 | 0                 | 0                 | 0                 | 0                 | 24.º              |
| 2019      | IMSA SportsCar Championship - DPi                  | Whelen Engineering Racing  | 10                | 2                 | 1                 | 4                 | 5                 | 297               | 2.º               |
| 2020      | IMSA SportsCar Championship - DPi                  | Whelen Engineering Racing  | 8                 | 1                 | 1                 | 1                 | 5                 | 232               | 8.º               |
| 2021      | IMSA SportsCar Championship - DPi                  | Whelen Engineering Racing  | 11                | 4                 | 4                 | 3                 | 8                 | 3407              | 1.º               |
| 2022      | Campeonato Mundial de Resistencia de la FIA - LMP2 | Team Penske                | 3                 | 0                 | 0                 | 0                 | 0                 | 42                | 10.º              |
| 2022      | IMSA SportsCar Championship - GTD Pro              | Pfaff Motorsports          | 3                 | 1                 | 0                 | 0                 | 2                 | 992               | 10.º              |
| 2022      | GT World Challenge Europe Endurance Cup            | EMA Motorsport             | 1                 | 0                 | 0                 | 0                 | 0                 | 2                 | 33.º              |
| 2023      | IMSA SportsCar Championship - GTP                  | Porsche Penske Motorsport  | 9                 | 1                 | 2                 | 1                 | 3                 | 2691              | 5.º               |
| 2023      | 24 Horas de Le Mans - Hypercar                     | Porsche Penske Motorsport  |                   |                   |                   |                   |                   |                   | DNF               |
| 2024      | IMSA SportsCar Championship - GTP                  | Porsche Penske Motorsport  | 9                 | 1                 | 2                 | 1                 | 3                 | 2691              | 5.º               |
| 2024      | 24 Horas de Le Mans - Hypercar                     | Porsche Penske Motorsport  |                   |                   |                   |                   |                   |                   | DNF               |
| 2024      | Nürburgring Langstrecken-Serie - AT(-G)            | Four Motors Bioconcept-Car | 1                 | 0                 | 0                 | 0                 | 0                 | ?                 | ?                 |
| 2025      | IMSA SportsCar Championship - GTP                  | Porsche Penske Motorsport  | Disputándose      | Disputándose      | Disputándose      | Disputándose      | Disputándose      | Disputándose      | Disputándose      |
| Fuente:   |                                                    |                            |                   |                   |                   |                   |                   |                   |                   |

- † Como Nasr fue piloto invitado, no tuvo puntuación.

## Resultados

### GP2 Series
(Clave) (negrita indica pole position) (cursiva indica vuelta rápida puntuable)

| Año  | Escudería | 1   | 1   | 2   | 2   | 3   | 3   | 4   | 4   | 5   | 5   | 6   | 6   | 7   | 7   | 8   | 8   | 9   | 9   | 10  | 10  | 11  | 11  | 12  | 12  | Pos. | Puntos | Ref.   |
| ---- | --------- | --- | --- | --- | --- | --- | --- | --- | --- | --- | --- | --- | --- | --- | --- | --- | --- | --- | --- | --- | --- | --- | --- | --- | --- | ---- | ------ | ------ |
| 2012 | DAMS      | KUA | KUA | SAK | SAK | SAK | SAK | BAR | BAR | MON | MON | VAL | VAL | SIL | SIL | HOC | HOC | BUD | BUD | SPA | SPA | MNZ | MNZ | SIN | SIN | 10.º | 95     | [ 15 ] |
| 2012 | DAMS      | 6   | 3   | Ret | 6   | 11  | 5   | 11  | 9   | 17  | Ret | Ret | 14  | 6   | 3   | 4   | 3   | 25† | 8   | 8   | 2   | Ret | 21  | 6   | 7   | 10.º | 95     | [ 15 ] |
| 2013 | Carlin    | KUA | KUA | SAK | SAK | BAR | BAR | MON | MON | SIL | SIL | NÜR | NÜR | BUD | BUD | SPA | SPA | MNZ | MNZ | SIN | SIN | YMC | YMC |     |     | 4.º  | 154    | [ 16 ] |
| 2013 | Carlin    | 4   | 2   | 4   | 2   | 2   | 3   | 4   | 4   | Ret | 7   | 9   | 4   | 3   | 5   | Ret | 8   | Ret | 12  | 2   | 16  | 7   | 18  |     |     | 4.º  | 154    | [ 16 ] |
| 2014 | Carlin    | SAK | SAK | BAR | BAR | MON | MON | SPI | SPI | SIL | SIL | HOC | HOC | BUD | BUD | SPA | SPA | MNZ | MNZ | SOC | SOC | YMC | YMC |     |     | 3.º  | 224    | [ 17 ] |
| 2014 | Carlin    | 8   | 4   | 3   | 1   | 3   | Ret | 1   | Ret | 7   | 1   | 5   | 2   | 6   | 3   | 4   | 1   | 6   | 6   | 17  | 3   | 4   | 2   |     |     | 3.º  | 224    | [ 17 ] |

### Fórmula 1
(Clave) (negrita indica pole position) (cursiva indica vuelta rápida)

| Año  | Escudería               | 1      | 2      | 3      | 4      | 5      | 6       | 7      | 8      | 9       | 10     | 11     | 12      | 13     | 14      | 15     | 16      | 17      | 18     | 19     | 20    | 21     | Pos. | Puntos |
| ---- | ----------------------- | ------ | ------ | ------ | ------ | ------ | ------- | ------ | ------ | ------- | ------ | ------ | ------- | ------ | ------- | ------ | ------- | ------- | ------ | ------ | ----- | ------ | ---- | ------ |
| 2014 | Williams Martini Racing | AUS    | MYS    | BHR TD | CHN TD | ESP TD | MON     | CAN    | AUT    | GBR     | GER    | HUN    | BEL     | ITA    | SIN     | JPN    | RUS     | USA TD  | BRA TD | ABU    |       |        |      |        |
| 2015 | Sauber F1 Team          | AUS 5  | MYS 12 | CHN 8  | BHR 12 | ESP 12 | MON 9   | CAN 16 | AUT 11 | GBR DNS | HUN 11 | BEL 11 | ITA 13  | SIN 10 | JPN 20  | RUS 6  | USA 9   | MEX Ret | BRA 13 | ABU 15 |       |        | 13.º | 27     |
| 2016 | Sauber F1 Team          | AUS 15 | BHR 14 | CHN 20 | RUS 16 | ESP 14 | MON Ret | CAN 18 | EUR 12 | AUT 13  | GBR 15 | HUN 17 | GER Ret | BEL 17 | ITA Ret | SIN 13 | MYS Ret | JPN 19  | USA 15 | MEX 15 | BRA 9 | ABU 16 | 17.º | 2      |

### 24 Horas de Daytona
| Año     | Equipo                                   | Copilotos                                        | Automóvil         | Clase   | Vueltas | Pos. | Pos. Clase |
| ------- | ---------------------------------------- | ------------------------------------------------ | ----------------- | ------- | ------- | ---- | ---------- |
| 2012    | Michael Shank Racing with Curb-Agajanian | Jorge Goncalvez Michael McDowell Gustavo Yacamán | Riley Mk. XX      | DP      | 761     | 3.º  | 3.º        |
| 2018    | Whelen Engineering Racing                | Mike Conway Eric Curran Stuart Middleton         | Cadillac DPi-V.R  | P       | 808     | 2.º  | 2.º        |
| 2019    | Whelen Engineering Racing                | Pipo Derani Eric Curran                          | Cadillac DPi-V.R  | P       | 593     | 2.º  | 2.º        |
| 2020    | Whelen Engineering Racing                | Filipe Albuquerque Mike Conway Pipo Derani       | Cadillac DPi-V.R  | DPi     | 822     | 7.º  | 7.º        |
| 2021    | Whelen Engineering Racing                | Mike Conway Pipo Derani Chase Elliott            | Cadillac DPi-V.R  | DPi     | 783     | 8.º  | 6.º        |
| 2022    | Pfaff Motorsports                        | Mathieu Jaminet Matt Campbell                    | Porsche 911 GT3 R | GTD Pro | 711     | 18.º | 1.º        |
| 2023    | Porsche Penske Motorsport                | Matt Campbell Michael Christensen                | Porsche 963       | GTP     | 749     | 14.º | 7.º        |
| 2024    | Porsche Penske Motorsport                | Dane Cameron Matt Campbell Josef Newgarden       | Porsche 963       | GTP     | 791     | 1.º  | 1.º        |
| 2025    | Porsche Penske Motorsport                | Dane Cameron Matt Campbell Josef Newgarden       | Porsche 963       | GTP     | 781     | 1.º  | 1.º        |
| Fuente: |                                          |                                                  |                   |         |         |      |            |

### 24 Horas de Le Mans
| Año     | Equipo                    | Copilotos                           | Automóvil           | Clase    | Vueltas | Pos. | Pos. Clase |
| ------- | ------------------------- | ----------------------------------- | ------------------- | -------- | ------- | ---- | ---------- |
| 2018    | Cetilar Villorba Corse    | Roberto Lacorte Giorgio Sernagiotto | Dallara P217-Gibson | LMP2     | 342     | 19.º | 11.º       |
| 2021    | Risi Competizione         | Oliver Jarvis Ryan Cullen           | Oreca 07-Gibson     | LMP2     | 275     | NC   | NC         |
| 2022    | Team Penske               | Dane Cameron Emmanuel Collard       | Oreca 07-Gibson     | LMP2     | 368     | 9.º  | 5.º        |
| 2023    | Porsche Penske Motorsport | Mathieu Jaminet Nick Tandy          | Porsche 963         | Hypercar | 84      | DNF  | DNF        |
| 2024    | Porsche Penske Motorsport | Mathieu Jaminet Nick Tandy          | Porsche 963         | Hypercar | 211     | DNF  | DNF        |
| 2025    | Porsche Penske Motorsport | Nick Tandy Pascal Wehrlein          | Porsche 963         | Hypercar | 386     | 8.º  | 8.º        |
| Fuente: |                           |                                     |                     |          |         |      |            |

### Fórmula E
(Clave) (negrita indica pole position) (cursiva indica vuelta rápida)

| Año     | Equipo      | 1   | 2   | 3   | 4      | 5       | 6       | 7   | 8   | 9   | 10  | 11  | 12  | 13  | Pos. | Puntos |
| ------- | ----------- | --- | --- | --- | ------ | ------- | ------- | --- | --- | --- | --- | --- | --- | --- | ---- | ------ |
| 2018-19 | Geox Dragon | ALD | MAR | SAN | MEX 19 | HKG Ret | SNY Ret | ROM | PAR | MON | BER | BRN | NYC | NYC | 24.º | 0      |
| Fuente: |             |     |     |     |        |         |         |     |     |     |     |     |     |     |      |        |